# Trio pour piano de Tchaïkovski
Le Trio pour piano en la mineur (en russe : Фортепианое трио), op. 50, « à la mémoire d’un grand artiste », de Piotr Ilitch Tchaïkovski fut composé entre décembre 1881 et janvier 1882 et révisé en avril 1882.

## Structure
1. Pezzo elegiaco. Moderato assai - Allegro giusto (la mineur)
2. (A) Tema con variazioni. Andante con moto (mi majeur)

Var. I.
Var. II. Più mosso
Var. III. Allegro moderato
Var. IV. L'istesso tempo
Var. V. L'istesso tempo
Var. VI. Tempo di valse
Var. VII. Allegro Moderato
Var. VIII. Fuga. Allegro moderato
Var. IX. Andante fieble, ma non tanto
Var. X. Tempo di Mazurka
Var. XI. Moderato
(B) Variazione Finale e coda. Allegro risoluto e con fuoco (la majeur)
[Coda] Andante con moto - Lugubre (la mineur)

## Orchestration
| Instrumentation du Trio pour piano |
| Cordes                             |
| 1 violon, 1 violoncelle, 1 piano   |

## Analyse
Le pezzo, sinistre songerie, est un premier mouvement conventionnel avec une superbe ouverture au violoncelle utilisant un thème qui devient finalement une marche funèbre. Le deuxième mouvement est en revanche plus original : il débute avec une mélodie classique à la manière de celle des  variations sur un thème rococo. Celle-ci devient de plus en plus enthousiaste et atteint finalement le point culminant avec la variation finale, avant de revenir soudainement, grâce à une étonnante modulation, à la clé mineure initiale. Le thème du premier mouvement réapparaît alors encore plus grave qu'auparavant et la pièce se termine avec une nouvelle marche funèbre.

## L'œuvre
La première représentation eut lieu à Moscou, le 18/30 octobre 1882. L'exécution de l'œuvre dure approximativement 45 minutes.
La dédicace de la partition indique : « À la mémoire d'un grand artiste ». Tchaïkovski fait, en fait, allusion à son grand ami Nikolaï Rubinstein, décédé depuis peu. Le Trio pour piano est donc marqué d'une perspective tragique.
L'œuvre (le second mouvement en particulier) est incontestablement la pièce pour piano de Tchaïkovski la plus difficile à jouer. Malgré sa longueur exceptionnelle, le Trio pour piano de Tchaïkovski est très célèbre notamment grâce à son lyrisme stupéfiant et au caractère cosmique du finale.

## Discographie
- Trio Kempf, 2002, BIS.
- Trio Suk, 1963, Supraphon.
- Arthur Rubinstein, Jascha Heifetz et Gregor Piatigorsky, RCA.
- Vladimir Ashkenazy, Itzhak Perlman et Lynn Harrell, 1981, EMI.
- Martha Argerich, Gidon Kremer et Mischa Maisky, 1999, Deutsche Grammophon.
- Lang Lang, Vadim Repin et Mischa Maisky - Deutsche Grammophon/4778099
- Leonid Kogan, Mstislav Rostropovich, Emil Guilels, 1952, Les Indispensable de DIAPASON